# Platanisos
Platanisos (gr. Πλατανισσός, tur. Balalan) – wieś na Cyprze, w dystrykcie Famagusta. Położona jest na terenie republiki Cypru Północnego.